# Хейфец Михайло Рувимович
Миха́йло Руви́мович Хе́йфец (18 січня 1934, Ленінград, РРФСР СРСР — 25 листопада 2019, Єрусалим, Ізраїль) — російський і ізраїльський письменник, публіцист, історик і правозахисник, один із відомих представників дисидентського руху в СРСР. Будучи співтабірником Василя Стуса, Вячеслава Чорновола, Василя Овсієнка, Миколи Руденка, Дмитра Квецка, Зоряна Попадюка, Миколи Кончаківського і деяких інших діячів українського визвольного руху, залишив спогади про багатьох з них, а також врятував багато поезій Стуса.

## Життєпис
Народився і виріс у Ленінграді, де 1955 закінчив літературний факультет педадогічного інституту імені Герцена.
У 1974 році заарештований і засуджений за 70 статтею КК РРФСР («антирадянська агітація і пропаганда») на 4 роки позбавлення волі і 2 роки заслання за написання передмови до самвидавчого зібрання творів Йосипа Бродського (так званої «марамзінскої збірки»), а також за виготовлення в 1969 році і «зберігання з метою розповсюдження» двох примірників есе Андрія Амальріка «Чи проіснує Радянський Союз до 1984 року?» та ознайомлення в 1971—1974 роках з цим есе трьох осіб, зберігання і конспектування книги Фенсонда «Смоленськ за радянської влади». Свідком у цій справі проходив в тому числі Борис Стругацький. (Згодом, під впливом цих подій, Михайло Хейфец послужив прототипом Ізі Кацмана в романі Аркадія і Бориса Стругацьких «Град приречений»).
У роки ув'язнення написав, переправив «за дріт» і випустив в Парижі три книги публіцистики, документальної прози та інтерв'ю («Місце і час», «Русское поле», «Подорож з Дубравлаг в Єрмак»). Після звільнення із заслання в 1980 році виїхав до Ізраїлю.
З 1982 по 1990 рік — науковий співробітник Центру з вивчення та документації східноєвропейського єврейства при Єрусалимському університеті. Паралельно написав і видав сім книг.
З 1990 по 1998 рік — співробітник (колумніст і оглядач з питань бізнесу і культури) ізраїльської газети «Вести».